# Perturbateur endocrinien

Comparaison de la structure moléculaire de l'estradiol (à gauche) avec celle d'un perturbateur endocrinien xénoestrogène (à droite).

Un perturbateur endocrinien (PE, ou aussi « leurre hormonal », « xénohormone », « disrupteur endocrinien », etc.) est une molécule ou un agent chimique composé, xénobiotique ayant des propriétés hormono-mimétiques et décrit comme cause d'anomalies physiologiques, et notamment reproductives. L'expression a été créée en 1991 par Theo Colborn.
Ces perturbateurs sont présents dans de nombreux objets du quotidien (produits ménagers, cosmétiques, pesticides, aliments...) et pour certaines largement dispersées dans l'environnement (eau, air, sol, écosystèmes). Ils agissent, à très faibles doses, sur l'équilibre hormonal de nombreuses espèces sauvages ou domestiques (animales ou végétales dans le cas des phytohormones). Ils ont souvent des effets indésirables sur la santé en altérant, parfois sur plusieurs générations, des fonctions telles que la croissance, le développement, le comportement et l'humeur, la production, l'utilisation et le stockage de l'énergie, la fonction de repos (le sommeil), l'hémodynamique et la circulation sanguine, ainsi que la fonction sexuelle et reproductrice, pouvant dans certains cas causer des cancers, des troubles du neurodéveloppement, l'infertilité. Ils affectent aussi la santé des écosystèmes (faune, biodiversité...), ce qui en fait un enjeu de santé environnementale. 
Depuis 2014, la France s'est dotée de deux « stratégies nationales sur les perturbateurs endocriniens » (SNPE). Et au vu de leurs résultats et de données nouvelles, l'Inspection générale des affaires sociales et l'Inspection générale de l'environnement et du développement durable en préconise une troisième, avec un objectif "zéro exposition aux perturbateurs endocriniens". 

## Effets des perturbateurs endocriniens
Ces molécules agissent à très faibles doses (comparables aux concentrations physiologiques des hormones) ; elles ne sont pas toxiques au sens habituel du terme (empoisonnement), mais peuvent perturber l'organisme, souvent de façon discrète. Elles sont source de maladies émergentes (en partie liées au mode de vie), et ont parfois un impact sur la descendance (par exemple, le Distilbène affecte la mère et ses descendantes) ou sur des populations entières (par exemple les escargots marins ou la faune piscicole vivant dans des zones où des perturbateurs endocriniens sont très présents, comme les alligators de Californie ou les grèbes, exposés à du DDT et ne pouvant plus se reproduire, qui ont fait l'objet d'études déjà anciennes). Comme les hormones qu'ils imitent, plusieurs perturbateurs endocriniens exercent probablement conjointement leurs effets sur l'épigénome.
L'hydrosphère est le réceptacle de nombreuses substances chimiques, dont des hormones naturelles et les métabolites d'hormones naturelles ou de synthèse contenues dans les pilules anticonceptionnelles, ou utilisées pour des traitements médicaux ou vétérinaires. Ces hormones sont nombreuses dans les eaux usées qui arrivent aux stations d'épuration d'eaux résiduaires urbaines, et pour certaines dans leurs exutoires. Certains organismes aquatiques sont donc estimés être de bons bio-indicateurs d'une contamination environnementale (ex. : poissons, macro-invertébrés ou mollusques affectés de troubles de la fertilité et d'atypicités de type intersexuation). Certaines espèces concentrent (moules, moule zébrée) les pollutions des milieux aquatiques.
Les effets à très faibles doses de ces molécules, des interactions synergiques entre perturbateurs et des effets dose-dépendant non linéaire remettent en question les approches réglementaires basées sur des « seuils toxicologiques » par produit. Malgré les effets de mieux en mieux connus d'une partie de ces perturbateurs endocriniens sur la santé, leur interdiction ou limitation se heurte au lobbying de l'industrie pétrochimique, notamment au sein de l'Union européenne où, en dépit de l'annonce de l'urgence du problème en 1999, les mesures législatives permettant d'encadrer ces PE sont régulièrement reportées.

## Histoire
Les effets de perturbateurs endocriniens sont observés et dénoncés au moins depuis les années 1970, avec des enjeux de santé reproductive et donc potentiellement de survie à long terme pour diverses espèces animales et pour l'espèce humaine.
Dès les années 1950, des études faites dans de nombreux pays industrialisés montrent une diminution de la fertilité masculine. L'altération morphologique et la baisse du nombre de spermatozoïdes sont associées à une fréquence accrue des cancers du testicule, de la prostate et du sein, ainsi qu'à une thélarche et/ou puberté féminine de plus en plus précoce, avec d'importantes différences selon les régions, encore mal expliquées. Les études épidémiologiques, puis des expériences de laboratoire, ont montré que l'exposition à des molécules hormono-mimétiques était au moins en partie responsable de ces phénomènes.
Dans les années 1960, aux États-Unis, la baisse de fertilité des visons d'élevage de la région des Grands Lacs est attribuée aux polluants bioaccumulés par les poissons. En 1962, dans Silent Spring, Rachel Carson met en évidence la toxicité reproductive de l'insecticide Dichlorodiphényltrichloroéthane (DDT). En 1988, les phoques de la mer du Nord furent décimés. En Grande-Bretagne, les poissons mâles vivant en aval d’une station d’épuration présentaient des caractères femelles. La découverte de l'altération du système reproducteur des alligators sauvages de Floride a relancé les travaux de recherche sur ce thème dans les années 1990. L'expression « endocrine disruptors » (traduite en français par « perturbateurs endocriniens ») est inventée en juillet 1991 au cours de la conférence de Wingspread réunissant vingt-et-un scientifiques de quinze disciplines différentes à l'initiative de la spécialiste en santé environnementale Theo Colborn. Les années 1990 marquent en effet une prise de conscience de la présence dans l'environnement de substances capables de perturber le système endocrinien. En Europe, le Danemark, l'Allemagne et le Royaume-Uni ont été pilotes dans ce domaine de recherche. Les observations faites sur certaines populations animales encouragent la poursuite de la recherche dans le domaine.
L'expression a été diffusée dans les années 1990 par l'OMS, l'OCDE et l'Union européenne, ainsi que par les chercheurs et autorités sanitaires américaines.
En 2017, malgré des études montrant la présence générale de PE, l'Union européenne peine à prendre des mesures réglementaires pour limiter cette présence ; cette même année, la journaliste Sabrina Debusquat explique que la pilule contraceptive est par nature un perturbateur endocrinien et en est une source importante.

## Définitions officielles et éléments sémantiques

La structure et la forme du nonylphénol (à droite) ressemblent assez à celle de l'hormone naturelle estradiol (à gauche) pour que cette dernière, par effet mimétique agisse comme perturbateur endocrinien ;
Les récepteurs hormonaux de l'organisme confondent en quelque sorte la seconde avec la première.

L'expression « perturbateur endocrinien » est souvent utilisée comme synonyme de xénohormone (xénoandrogène s'il entraîne des effets androgéniques et xénoestrogène pour les effets œstrogéniques) même si ce dernier terme peut désigner tout composé naturel ou de synthèse présentant des propriétés similaires à celles des hormones (se liant généralement à certains récepteurs hormonaux). On parle aussi de perturbateur endocrinien environnemental (ou PEE) qui sont des xénoandrogène.
En 1996 lors d'un colloque à Weybridge, les organisateurs (Commission européenne et OCDE, impliqués dans la définition et harmonisation des tests de toxicité), avec l'OMS et l'industrie chimique européenne, définissent le perturbateur endocrinien comme toute « substance étrangère à l'organisme qui produit des effets délétères sur l'organisme ou sa descendance, à la suite d'une modification de la fonction hormonale »,.
L'EPA en a une autre définition : « agent exogène qui interfère avec la production, la libération, le transport, le métabolisme, la liaison, l'action ou l'élimination des ligands naturels responsables du maintien de l'homéostasie et de la régulation du développement de l'organisme ».
En 2002, un « état des lieux scientifique » de l'OMS, mis à jour en 2012, les définit comme « substances chimiques d'origine naturelle ou artificielle étrangères à l'organisme qui peuvent interférer avec le fonctionnement du système endocrinien et induire ainsi des effets délétères sur cet organisme ou sur ses descendants. », en introduisent une notion de sous-population : « un perturbateur endocrinien est une substance ou un mélange exogène altérant les fonctions du système endocrinien et induisant donc des effets nocifs sur la santé d'un organisme intact, de ses descendants ou (sous-)populations » ; définition reprise par l'Union européenne pour laquelle un perturbateur endocrinien (PE) est un agent qui parait perturber (ou influencer sans contrôle) le fonctionnement du système endocrinien et plus précisément « une substance ou un mélange exogène altérant les fonctions du système endocrinien, et induisant donc des effets nocifs sur la santé d’un organisme intact, de ses descendants ou sous-populations. »
- Le perturbateur endocrinien en tant qu'« altéragène biologique, physique ou chimique » répond à la définition normalisée du mot « polluant » retenue par l'AFNOR en France[21], il y a consensus sur le fait qu'il agit à très faible dose (comme toutes les hormones), mais des élus et autorités chargées d'établir les réglementations se demandent si on peut établir des seuils sous lesquels les perturbations de l'homéostasie induites par un PE ne seraient pas délétères.
- Pour l'AESA dont le Comité scientifique a repris la définition de l’OMS en la reformulant en « tout produit chimique susceptible d’interagir directement ou indirectement avec le système endocrinien, et par voie de conséquence de produire un effet sur ce dernier et d’impacter les organes et les tissus. » Un perturbateur endocrinien devrait faire l'objet d'une évaluation sanitaire et environnementale en tant que potentiellement « délétère » s'il répond à trois conditions :

1. Il présente un effet délétère sur un organisme intact ou sur une (sous-)population de cet organisme ;
2. Il a une activité endocrinienne (sur tout ou partie des quatre voies hormonales ; œstrogénique, androgénique, thyroïdienne et stéroïdogénique ;
3. Il existe une possible relation de causalité entre les deux.

- Selon l'EFSA (2013) : « comme les critères scientifiques d’un effet délétère n’ont pas été définis de manière générale, les critères spécifiques pour les perturbateurs endocriniens n’ont pu être identifiés. Ainsi, le jugement des experts sera requis au cas par cas »[22].
- L'OMS a précisé sa définition en y introduisant la notion de potentialité (Perturbateur endocrinien potentiel) ; « substance ou un mélange exogène possédant des propriétés dont l’on peut attendre qu’elles conduisent à une perturbation endocrinienne sur un organisme intact ou sa descendance »[22].
- En 2006, la réglementation REACH[23] permet d’identifier les perturbateurs endocriniens comme substances extrêmement préoccupantes, susceptibles de faire l'objet de mesures de gestion spécifiques[24].
- En 2009, la notion d'« effets néfastes » est défini par l'Institut fédéral d’évaluation des risques (BfR) de Berlin comme : « changement dans la morphologie, la physiologie, la croissance, la reproduction, le développement ou la longévité d’un organisme, se traduisant par une perte de capacités fonctionnelles ou une perte de capacité à compenser un stress additionnel ou une sensibilité accrue aux effets nocifs découlant d’autres influences environnementales »[22].

## Débat scientifique sur les effets à faible doses
Classiquement, en toxicologie, on admet que les effets d'un toxique peuvent suivre deux modèles : un modèle dose-dépendant linéaire, où les effets sont fonction de la dose, ou un modèle tout-ou-rien, où les effets se manifestent au-delà d'un seuil. Ces modèles permettent aux organismes de santé publique d'établir des seuils réglementaires par produit (comme le taux de plomb dans l'eau du robinet, de 10 µg/L).
Les critiques qui mettent en doute les effets nocifs des perturbateurs endocriniens soutiennent que leurs concentrations mesurées dans la nature sont trop faibles pour déclencher ces effets nocifs.
Mais d'après certaines études, il semblerait que les effets de certains perturbateurs endocriniens suivent une courbe dose-dépendante en U, ce qui signifie que les faibles concentrations et les hautes concentrations ont plus d'effets que les concentrations moyennes. Ce type de courbe n'est pas spécifique des perturbateurs endocriniens mais est dû à la possibilité d'impact en sens opposés, à différents niveaux d'une voie donnée du système endocrinien.
Une étude publiée dans Science en 1996 proposait une autre explication. Elle prétendait démontrer que les effets à faibles concentrations sont liés à des effets synergiques de différents perturbateurs combinés. Cette étude fut l'une des raisons de la mise en place de réglementations au sujet des perturbateurs endocriniens aux États-Unis. Cependant les résultats de cette étude ne purent jamais être reproduits avec des méthodes identiques et différentes. La publication originale a été retirée, l'auteur ayant reconnu avoir falsifié les résultats. Une autre étude publiée en 2006 semble toutefois mettre en évidence les effets synergiques entre perturbateurs endocriniens sur des amphibiens.
À ce jour[Quand ?] et au vu de la problématique des effets à faible dose des perturbateurs endocriniens, certaines publications scientifiques demandent que le concept phare de la toxicologie, « le poison c'est la dose » (énoncé suivant la maxime de Paracesle), soit repensé,.

## Trois modes d'action
Un perturbateur endocrinien (PE) peut aussi être défini par la nature de ses interactions avec le mécanisme d'action hormonale, « et non par la nature de l'effet nocif potentiel ou par ses propriétés physico-chimiques ou toxico-cinétiques ».
Ces molécules interfèrent avec le fonctionnement des glandes endocrines ou des organes cibles par trois types d'effets.
1. Effet mimétique (ou agoniste) : imitation de l'action d'une hormone naturelle (comme une fausse clé dans les « serrures biologiques » qui existent dans les organes et cellules) ;
2. Effet de blocage (ou antagoniste) : blocage de l'action d'une hormone naturelle (en saturant les récepteurs cellulaires, par exemple) ;
3. Effet perturbant (ou d'interférence) : perturbation, soit gêne ou blocage de la production, du transport, ou du métabolisme des hormones ou des récepteurs, induite par une action hormonale anormale dans l'organisme qui interfère avec les processus métaboliques ou de croissance et division cellulaire. Ces perturbations sont d'autant plus graves qu'elles se produisent tôt (fœtus, embryon, jeune enfant, car des effets irréversibles peuvent être induits, y compris des malformations génitales).

## Voies d'exposition
Ces perturbateurs agissent (à faible dose) en pénétrant les organismes via :
- les voies digestives ; par l'intermédiaire de la nourriture ou de l'eau de boisson, du mucus pulmonaire dégluti et éventuellement de médicaments ou topiques ingérés : maquillages, rouge ou baume à lèvres, dentifrices, rince-bouches, objets sucés tels que tétine ou jouets portés à la bouche, etc.
- les voies respiratoires : elles permettent à des poussières, micro- et nanoparticules inhalées de passer dans le sang ou la lymphe. Les molécules en cause proviennent de parfums, de peintures et matériaux synthétiques, détergents, solvants, etc.
- le passage percutané : certaines substances hydro ou surtout liposolubles passent facilement la barrière de la peau, ou la peau lésée, c'est le cas de médicaments, produits cosmétiques, mousses à raser, colorants pour les cheveux, et autre composants contenus dans certains savons, lotions, déodorants, lingettes nettoyantes, etc.
- le cordon ombilical ou le liquide amniotique, in utero.

Certains produits empruntent plusieurs de ces voies (quand ils sont présents à la fois dans l'eau de cuisson, boisson ou lavage par exemple, ou dans un rouge à lèvres émettant des molécules pouvant passer au travers de la peau, être inhalée ou avalées. L'importance respective de ces voies reste mal connue.

## Périodes de vulnérabilité
Plusieurs périodes et organes de vulnérabilité accrue ont été identifiés, correspondant par exemple à des étapes critiques de formation des organes de la reproduction (in utero durant la grossesse), lors de la petite enfance et au moment de la puberté.

## Cinétique dans l'environnement
Les polluants organiques persistants (POP), tels le dichlorodiphényltrichloroéthane (DDT), les dioxines (PCDD) et les polychloro-biphényles (PCB), labiles et s’accumulant le long des chaînes trophiques, peuvent persister dans l'environnement plusieurs décennies, circuler dans différents compartiments environnementaux — atmosphère, biosphère, hydrosphère, lithosphère — au-delà des frontières : on a ainsi montré que les ours polaires pouvaient être contaminés par le DDT émis à des milliers de kilomètres et des décennies plus tôt.
Chez l'homme, la contamination peut également être alimentaire, naturelle avec les phyto-œstrogènes de germe de blé, soja, bière/houblon[réf. souhaitée], etc. ou artificielle avec des produits migrants des emballages, des résidus de pesticides, de détergents ou de médicaments, ou encore via l'ingestion d'animaux filtreurs contaminés tels que des coques.

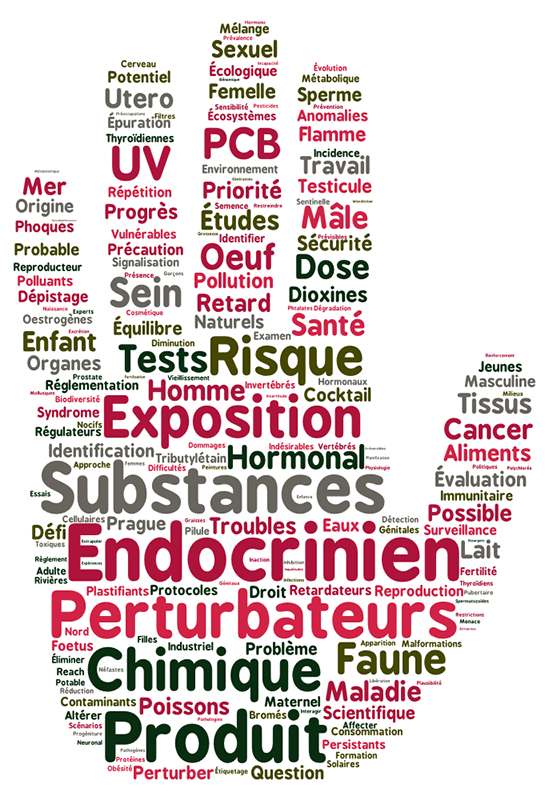
Appel de Prague (mai 2005).

Un perturbateur endocrinien avéré pour l'homme est le diéthylstilbestrol (DES), œstrogène synthétique prescrit en France entre 1948 et 1977 aux femmes enceintes afin de prévenir le risque d'avortement. Le 17-ß-estradiol — œstrogène naturel prescrit lors du traitement des femmes ménopausées (THS) — ainsi que la 17-α-éthynylestradiol qui est utilisé dans les pilules contraceptives. Les diverses substances qui sont ingérées par l'homme en tant que médicaments peuvent être retrouvées en aval des stations d'épuration puisque les installations sont relativement inefficaces pour détruire ces types de composés. La quantité d'agents chimiques qui s'y retrouve est fonction des conditions météorologiques (rayonnement ultraviolet, et température), et l'activité microbienne,.
Le bisphénol A, polybromodiphényléthers (PBDE), et une variété de phtalates et d'autres perturbateurs endocriniens sont communément trouvés à faible dose dans de nombreux produits et dans l’environnement. Certains auteurs estiment que les risques pour la santé ne sont pas significatifs, alors que d'autres estiment qu'il y a des preuves suffisantes pour dire que ces substances posent un risque pour la santé humaine et la fertilité humaine,,,.
Le bisphénol A a notamment attiré l’attention en tant que composant du plastique de nombreux biberons. En mars 2007, un recours collectif (class action lawsuit) a été déposé en Californie contre les fabricants et détaillants de biberons en plastique, mais qui a échoué à prévenir les consommateurs que leurs produits contenaient du bisphénol A, qui selon certains pourrait altérer la santé et le développement des nourrissons et enfants.

## Origine des différentes sources de contamination
On peut classer les perturbateurs endocriniens en deux grandes classes (selon qu'ils sont d'origine naturelle ou synthétique).
Certaines molécules antiandrogènes sont synthétiques. Utilisées à des fins médicales (dont vétérinaires) ou contraceptives, elles sont présentes dans les urines et ne sont pas filtrées par les stations d'épuration. Elles posent des problèmes graves de féminisation des poissons mâles, par exemple dans les fleuves en Angleterre en aval des stations d'épuration, ce qui préoccupe les pêcheurs et les écologues, mais aussi les professionnels de santé publique qui craignent des effets similaires chez l'humain.
La mer est également concernée : outre les molécules d'origine terrigène, tous les échantillons d'effluents aqueux (eau produite) de plateforme de forage analysés en Mer du Nord (sur 5 plateformes) contenaient des perturbateurs endocriniens (antioestrogènes, mais pas d'antiandrogènes). Ces perturbateurs étaient des mélanges d'isomères d'hydrocarbures (C1 à C5). Ce sont les C9 alkylphénols qui contribuaient dans ces cas majoritairement à l'effet perturbateur.
On a d'abord pensé que les stéroïdes œstrogènes provenant principalement de l'urine humaine (et issus d'élevage agricoles) étaient principalement responsables des syndromes de dysgénésie testiculaire observés chez les poissons. Une étude de 2009 a cherché si ce syndrome était dû à une ou plusieurs causes, et plus précisément si ces poissons n'étaient pas exposés à des cocktails de substances chimiques aux effets à la fois œstrogéniques et anti-androgèniques, et avec quels effets. Pour cela, les concentrations et activités de produits (de type œstrogènes et anti-androgènes) ont été modélisées dans 51 cours d'eau du Royaume-Uni et comparées aux taux de poissons sauvages touchés par un syndrome de féminisation dans ces rivières. Les analyses ont monté qu'outre des œstrogènes, les rivières contiennent diverses substances anti-androgène, trouvées dans presque tous les effluents de station d'épuration. De plus, les résultats de la modélisation confirment que les effets féminisants affectant les poissons sauvages pourraient être mieux modélisés et mieux prédits en prenant mieux en compte l'exposition à la fois aux anti-androgènes et aux œstrogènes ou aux antiandrogènes seuls.
Les auteurs concluent au caractère multi-causal de la féminisation des poissons sauvages au Royaume-Uni, impliquant à la fois des produits stéroïdiens et des œstrogènes ou xéno-œstrogènes et d'autres contaminants (encore inconnus) aux propriétés anti-androgène. Cette étude a conclu que c'est bien un cocktail de divers produits chimiques présents dans les eaux usées et dilué dans les rivières, qui inhibe la production de testostérone des poissons et leur capacité de bonne reproduction.

## Types de perturbateurs
On distingue souvent :
- composés naturels :
  - myco-œstrogènes : zéaralénone,
  - phytoestrogènes : isoflavonoïdes (par exemple présents dans le houblon et la bière), isoflavones (par exemple dans le soja) ;

- composés synthétiques :
  - antioxydants : alkylphénols,
  - composés organométalliques : sels de tributylétain (TBT),
  - détergents et agents mouillants : alkylphénols, nonylphénol, nonylphénol mono- ou polyéthoxylés,
  - médicaments : stéroïdes synthétiques, tels ceux utilisés dans les pilules contraceptives,
  - pesticides : organochlorés (DDT, HCH, PCDD), organo-azotés (triazines), pyréthrinoïdes,
  - plastifiants : alkylphénols, nonylphénol, phtalates,
  - polychloro-biphényles (PCB).

### Œstrogènes stéroidïens
Une forte diminution de la capture de poissons a par exemple été observée dans plusieurs rivières du Plateau suisse, pourtant relativement éloignées des grandes sources de pollution. Ceci est possiblement attribuable à la pollution de l'eau par des xénoestrogènes. La détermination de l'activité œstrogène moyenne dans l'eau d'une rivière est encore difficile à mesurer, mais d'importants progrès ont été faits depuis la fin du XXe siècle. 
Pour pouvoir calculer une activité œstrogène totale (exprimé en équivalents en 17_ß-estradiol, EEQ), il faut pouvoir définir un facteur d'équivalence en 17_ß-estradiol (FFA) :
{\displaystyle EEQ_{T}\ =\ \sum C_{i}*FFA_{i}}
où Ci est la concentration de l'espèce i. Le groupe de molécules qui contribue le plus à augmenter cette valeur dans les effluents domestiques est le groupe des œstrogènes stéroïdiens. Généralement, le calcul est basé sur l’œstrone (FFA=0,4), le 17β-œstradiol (FFA=1) et le 17α-éthynylœstradiol (FFA=1,2).

### Bisphénol A
Du bisphénol A, connu pour avoir des propriétés œstrogéniques, est trouvé dans l'eau, dans certains polymères (dont plastiques de biberons), emballages plastiques d’aliments, boîtes métalliques (type boîtes de conserve), et les garnitures en métal de la nourriture en boîte.
Risque sanitaire : il est facteur de délétion de la spermatogenèse et est soupçonné de jouer un rôle dans certaines fausses couches, obésité et certains cancers,,.

### Agents ignifuges bromés
Certains de ces agents (polybromodiphényléthers ou diphényléthers polybromés dits « PBDE ») sont utilisés pour ignifuger des matériaux aussi divers que plastiques de téléviseurs, ordinateurs, composants électroniques, matériel électrique et d’éclairage, tapis, matériel de couchage, vêtements, composants automobiles, coussins en mousse et autres textiles ignifugés.
Risque sanitaire : les PBDE ont une structure chimique très similaire aux polychlorobiphényles (PCB), et ont les mêmes effets neurotoxiques, ce pourquoi ils pourraient perturber les systèmes hormonaux thyroïdien et contribuer à une variété de troubles neurologiques et de déficit de développement (dont neurologiques avec pour conséquence de diminuer les facultés d'apprentissage et de cognition). Certaines populations pourraient être plus exposées, dont les pompiers et le personnel effectuant le tri des déchets électroniques. Une étude faite en Suède comparant les taux de PBDE chez différents types de travailleurs a montré que les recycleurs de matériel électronique étaient particulièrement touchés.
L’usage de certains PBDE a été interdit dans l’UE en 2006.

### Phtalates
Les phtalates sont des plastifiants très utilisés, retrouvés dans presque tous les produits en polychlorure de vinyle (PVC), auxquels ils confèrent la souplesse voulue (rigide, semi-rigide ou souple). Ce plastique peut être reconnu grâce à son numéro 3. 90 % de la production de phtalates est destinée aux PVC, dont ils peuvent représenter plus de 50 % en poids pour les articles souples comme les nappes ou les rideaux de douche. Ils peuvent être trouvés dans des milliers de produits courants en PVC : couches, chaussures et bottes, textiles imperméables, cuirs synthétiques, jouets, consoles de jeux, encres d’imprimerie, détergents. Ils sont présents dans des matériaux de construction, d’ameublement et de décoration. Ils sont incorporés dans les revêtements en vinyle renforcent l’effet des adhésifs et les pigments de peinture. Les cosmétiques sont également concernés : parfums, déodorants, laques, gels, vernis à ongles, lotions après-rasage, lubrifiants. Ils servent alors principalement d’agents fixateurs. Ils sont également présents dans plusieurs médicaments et dans les plombages dentaires. Les phtalates composent certains médicaments (essentiellement pour des capsules gastro-résistantes). Le matériel hospitalier, notamment les poches de perfusion sont des sources de contamination.
Risques pour la santé : ils sont suspectés de poser problème, car ces produits sont connus pour perturber le système endocrinien des animaux (en laboratoire), et certaines études laissent penser qu’ils sont responsables de certaines malformations congénitales de l'appareil reproducteur masculin,.
Un phtalate, le bis (2-éthylhexyl) phtalate (DEHP) est présent dans certains plastiques utilisés dans le domaine médical (cathéters et sacs de sang). En 2002, la Food and Drug Administration a mis en garde contre l'exposition au DEHP des bébés de sexe masculin, sur la base des effets constatés sur les animaux de laboratoire. Selon la FDA : « L'exposition au DEHP a produit une série d'effets néfastes chez les animaux de laboratoire, mais les plus préoccupants sont les effets sur le développement du système reproductif mâle et de la production normale de spermatozoïdes chez les jeunes animaux ». La FDA ne dispose pas d’étude concernant l’humain, mais aucune étude ne permet d’exclure des effets similaires. Par précaution, l'exposition à ce produit par des organismes en développement doit être évitée estime la FDA,.

### Autres perturbateurs endocriniens soupçonnés
Ils sont très nombreux ; parmi les produits suspectés figurent :
- le tabac, via le tabagisme[58] ;
- vinclozoline ;
- zéaralénone ;
- dioxines ;
- furanes ;
- polychlorobiphényle (PCB) ;
- certains HAP (des résidus de combustion d'hydrocarbures, qu'on retrouve dans les gaz d'échappement des chaudières au fioul, gaz et au charbon, mais surtout dans les gaz d'échappement des voitures diesel et essence) ;
- phénols ;
- perchlorates (affectant la thyroïde) ;
- divers pesticides (dont organochlorés, tels que l’insecticide endosulfan, le DDT et leurs dérivés).

Des travaux récents[Quand ?], il ressort que chez certaines espèces, des métaux lourds peuvent aussi être « perturbateurs » : plusieurs métaux semblent pouvoir être impliqués, dont :
- le chrome (chez les crustacés)[59] ;
- le manganèse (chez les crustacés)[59] ;
- le plomb : ce neurotoxique se montre aussi reprotoxique en étant facteur de délétion de la spermatogenèse[60] ;
- le mercure ; en Chine, une corrélation existe entre une sous-fertilité chez des hommes vivant à Hong Kong ayant consommé plus de quatre repas de poisson par semaine, quand ils ont aussi des taux de mercure plus élevés dans les cheveux (avec également des problèmes de peau et des autismes plus fréquents chez les enfants qui ont les plus hauts taux de mercure (mesuré dans le sang, les cheveux et l'urine)[61]. 
Dans la réserve amérindienne d'Aamjiwnaang, au cœur de la « chemical valley » du Canada, on soupçonne des produits tels le mercure, les dioxines, l'HCB ou les PCB d'être à l'origine de la modification du sex-ratio constaté : une étude conduite par Constanze MacKenzie, de l'université d'Ottawa, a montré que le ratio à la naissance est passé de un garçon pour une fille en 1984 à un garçon pour deux filles en 1999. En outre, le taux de fausses couches est de 39 % contre 25 % habituellement et 23 % des enfants de moins de 16 ans souffrent d'ADHD (hyperactivité avec déficit d'attention), au lieu de 4 % habituellement.

## Effets
Ils varient selon les périodes de la vie, avec des fenêtres de vulnérabilité lors du développement fœtal, de la petite enfance et la puberté. Certains de ces effets sont immédiats et d'autres fortement différés dans l'espace et dans le temps (ex : cancer ou malfonctions apparaissant plusieurs décennies après l'effet perturbateur), voire « transgénérationnel » (avec des effets sur au moins une ou deux générations dans le cas des descendantes de femmes traitées au distilbène).
Ils concernent toutes les fonctions endocriniennes, et notamment reproductrices, thyroïdiennes, surrénaliennes, digestives et métaboliques, mais aussi neuro-développementales et peuvent contribuer à de nombreuses pathologies chroniques (développementales et/ou environnementale), dont l’obésité, les maladies thyroïdiennes, les malformations congénitales.
Les perturbateurs endocriniens, selon leur nature physicochimique, peuvent affecter tous les tissus et les organes qui sécrètent des hormones (chez l'être humain : thyroïde et glandes Parathyroïdes, ovaires, testicules, Hypothalamus, hypophyse, Glande pinéale, Thymus, surrénales, Pancréas.…). Par ce biais, ils peuvent indirectement et parfois gravement perturber la maturation sexuelle, le développement des organes reproducteurs — malformation des gonades ou régression pénienne — ou la reproduction et expliquer certaines infertilités, pubertés précoces et malformations génitales dont la fréquence augmente. Certains causent des cancers dits hormono-dépendants et/ou affectent la signalisation des hormones thyroïdiennes, essentielle au bon développement du cerveau du fœtus et du très jeune enfant. 
Ils peuvent également altérer le système immunitaire ou engendrer des troubles du comportement.
De nombreuses études écotoxicologiques sur les organismes aquatiques, en particulier sur les mollusques et les poissons, ont montré que ces molécules pouvaient conduire jusqu'à l'imposex, c'est-à-dire le changement de sexe de l'animal. Les poissons sont particulièrement sensibles à ce type de contaminants : dans certains estuaires de Grande-Bretagne ou en aval de stations d’épuration d'eaux résiduaires, on peut rencontrer des populations de poissons hermaphrodites. Chez des flets mâles vivant en milieu contaminé par des polluants hormono-mimétiques, des ovocytes apparaissent au milieu des spermatozoïdes.
Depuis plusieurs années, les chercheurs soupçonnent de très nombreux composés chimiques d'être des perturbateurs endocriniens pour l'espèce humaine : des méta-analyses publiées dans les années 1990 ont ainsi montré le déclin régulier de la qualité du sperme depuis 50 ans, en particulier en Amérique du Nord et en Europe. L'incidence du cancer du testicule augmente depuis plusieurs décennies dans un certain nombre de pays européens. Il y aurait une corrélation entre la présence de perturbateurs endocriniens et les malformations de l'appareil reproducteur, par exemple entre la présence de pesticides et la cryptorchidie ou entre des composés de type bisphénol A ou dioxines et l’hypospadias. On constate aussi des anomalies de la fonction ovarienne, de la fertilité, de la fécondation, de la gestation et de l’implantation utérine.
La puberté est en moyenne de plus en plus précoce chez les filles, mais non chez les garçons : au début des années 2000, environ 15 % des fillettes américaines entament leur puberté à l'âge de 7 ans, selon une étude réalisée ayant porté sur 1 239 enfants américains, publiée en 2010 dans la revue Pediatrics. Les seins des jeunes filles blanches commencent à se développer à cet âge dans 10 % des cas, et ce taux a doublé depuis 1997. Vingt-trois pour cent des fillettes noires entament leur puberté à 7 ans. En 30 ans, le temps de l'enfance a ainsi perdu un an et demi (sans que la maturité intellectuelle suive cette transformation des corps). Des perturbateurs endocriniens féminisants sont fortement suspectés, et certains scientifiques parlent de problèmes d'écologie de la féminité (« The Ecology of Women »).
Les perturbateurs endocriniens peuvent modifier le sex ratio et agir in utero : à Seveso, il est apparu une prépondérance des naissances de filles parmi la population contaminée par la dioxine : en 2000, 24 ans après l'accident d'une usine d'herbicides à Seveso (Italie), une étude a montré que les hommes exposés au nuage de dioxines ont eu deux fois plus de filles que de garçons. De même chez les amérindiens Aamjiwnaang, à Sarnia en Ontario où cette communauté, entourée d’industries lourdes de la vallée de la chimie, souffre - selon un rapport du gouvernement de l'Onario - de l’une des pires pollutions atmosphériques du pays (millions de kilogrammes de polluants libérés dans l'air chaque année) sans que les gouvernements fédéral et provincial n’aient mené d’enquêtes adéquates sur la santé des populations locales ; une étude en 2005 a constaté un ratio de deux filles pour chaque garçon à la naissance et une morbidité respiratoire et cardiovasculaire anormalement élevée, de même qu'un nombre anormal de certains cancers. Il a été montré que le DES était responsable de cancers de l'appareil génital et d'atteinte de la fertilité chez les hommes et les femmes exposés in utero. Le bisphénol-A et le diéthylstilbestrol (DES) provoquent une hypertrophie de la prostate des souris exposées in utero. Les malformations génitales des petits garçons sont de plus en plus nombreuses dans les pays industrialisés.
De faibles doses suffisent (ex : 20 microgrammes de bisphénol-A, un composé dont les éthers servent à protéger l'intérieur des boîtes de conserve ont déjà des effets œstrogéniques chez le rat.
La synergie résultant des interactions entre xénobiotiques, micro-nutriments et médicaments peut aggraver les effets perturbateurs : l'exposition simultanée de la femelle immature à des faibles doses de flavonoïdes et d’œstradiol se traduit par un fort effet œstrogénique. [Source ?]
Les perturbateurs endocriniens sont particulièrement dangereux pour les personnes enceintes, les nourrissons, les jeunes enfants et les adolescents pendant la puberté. Les expositions lors de ce que l’on appelle les « fenêtres critiques de développement » sont à éviter. Durant ces périodes, de très faibles perturbations du système hormonal peuvent dérégler la mise en place des structures et fonctions de l'organisme et éventuellement affecter jusqu'aux générations suivantes.

### Études récentes
Entre les années 1999 et 2001, une étude sur les effets d'un œstrogène synthétique sur des populations aquatiques a été réalisée. L’expérience prend place sur un lac entier dans la région des lacs expérimentaux dans le nord-ouest de l'Ontario au Canada.
En 2000, on montre que 24 ans après l'accident de Seveso, les hommes exposés au nuage de dioxines ont eu deux fois plus de filles que de garçons.
En 2002, à Ufa (Russie), des chercheurs montrent que les travailleurs d'une usine d'herbicides, contaminés par les dioxines, ont eu des filles dans les deux tiers des cas.
En avril 2017, le magazine « 60 Millions de consommateurs » affirme que les jeunes Français sont « tous contaminés ». En effet, après avoir analysé une mèche de cheveux d’un panel de 43 adolescents dans un laboratoire indépendant, des résultats montrent que des polluants (PE notamment) ont été retrouvés dans les cheveux de tous les jeunes : 34 molécules en moyenne ont été retrouvées sur chaque enfant. Le magazine appelle donc les consommateurs et les autorités à réagir.

## État de la recherche
Ce thème situé à la confluence de la biologie, de la chimie et de la médecine a connu un essor important des années 1990 à 2010.
Des expérimentations en cours cherchent à mieux mesurer l'effet des perturbateurs endocriniens sur l'homme — tels la diminution de la spermatogenèse ou l'augmentation de malformations génitales — et l'incidence de l'épigénétisme sur la sensibilité de certaines populations. Dans les années 2000, la recherche a été élargie aux effets sur le système endocrinien et, notamment, la production d'enzymes responsables de la différenciation sexuelle.
L'expérimentation animale porte sur les tests de « toxicité » dose-réponse, pour différencier l'effet perturbateur de l'effet hormono-mimétique chez l'homme. Par exemple, des souris sauvages, aux réactions normales, et des souris transgéniques ArKo (Aromatase knock out) — qui présentent une déficience en œstrogènes — sont utilisées pour mesurer les effets de molécules à activité œstrogénique (féminisante) — tel le méthoxychlore, un insecticide organo-chloré — ou anti-androgénique (anti-masculinisante) — telle la vinclozoline, un fongicide. Les molécules qui présentent un effet œstrogénique in vitro (test de E-screen) font l’objet d’études in vivo sur des rats femelles immatures ou ayant subi une ovariectomie.
Quelques études in situ sont faites ou en cours, notamment sur les poissons (par exemple chevesne ou épinoche à trois épines) chez laquelle la spiggin est un biomarqueur d'exposition aux androgènes). La vitellogénine, qui indique une exposition à des œstrogènes mimétiques, est le biomarqueur le plus utilisé. Certaines études s'intéressent aussi aux effets de la métabolisation des polluants organiques, du stress oxydant et de la neurotoxicité de certains perturbateurs, ou à d'éventuelles synergies. L’activité aromatase devrait aussi être mesurée en France vers 2008 (chez le chevesne, l’épinoche, etc.).
Parallèlement aux études in situ, les mésocosmes et les microcosmes constituent des modèles pertinents pour étudier l'effet de ces molécules dans l'environnement, notamment dans l'hydrosphère. Réalistes d'un point de vue écologique et contrôlables, les mésocosmes permettent d'évaluer les effets à long terme sur la biocénose et le devenir des substances chimiques dans le biotope. En 2004, l'OCDE a organisé une campagne internationale d'intercomparaison des méthodes d'analyse de la vitellogenèse chez le poisson-zèbre (Brachydanio rerio) avant, en 2011, de publier un guide méthodologique sur les tests.
En 2013, un rapport conjoint PNUE-OMS confirme une responsabilité chez de nombreux animaux et chez l'être humain, comme dans l'augmentation des cas de cryptorchidie de l'enfant, des cancers du sein, de la thyroïde et de la prostate, mais aussi de certains troubles du développement du système nerveux, de déficit de l'attention avec ou sans hyperactivité chez l'enfant, tout en admettant que le problème puisse être sous-estimé, met en jeu des mécanismes complexes difficiles à différencier d'autres facteurs environnementaux et non-génétiques (âge et nutrition notamment), qui nécessitent d'encore de beaucoup améliorer la connaissance, notamment pour mieux comprendre les synergies entre perturbateurs endocriniens, pour notamment « protéger les générations futures ». « Parallèlement, on a constaté qu'une interdiction ou restriction de l'utilisation de substances chimiques perturbant le système endocrinien entraînaient la reconstitution des populations d'animaux sauvages et une réduction des problèmes de santé » soulignent les auteurs du rapport qui appellent à :
1. Améliorer les tests, car « les perturbateurs endocriniens chimiques connus ne constituent que « la partie émergée de l'iceberg » et il faut disposer de méthodes de test plus complètes pour identifier d'autres perturbateurs endocriniens éventuels, leurs sources et les modes d'exposition » ;
2. Soutenir la recherche notamment sur les synergies entre perturbateurs endocriniens chimiques « (venant principalement de sous-produits industriels) sur les êtres humains et sur la faune, qui y sont de plus en plus exposés »[76] ;
3. Collecter et diffuser l'information sur ces perturbateurs[76] ;
4. Développer la collaboration et le partage de données entre chercheurs, entre autres pour « combler les lacunes, principalement dans les pays en développement et ceux dont l'économie est émergente »[76].

## Bases de données toxicologiques & organismes spécialisés
Les chercheurs peuvent s'appuyer sur divers organismes et bases de données spécialisés :
1. EU Pesticides Database[78] ;
2. European Chemicals Agency (ECHA) ;
3. CIRCABC2 ; Groups: Health and Food Safety et son pannel d'experts réputés indépendants Plant protection products and their residues (PPR Panel, créé en 2003 par le règlement (EC) No 178/2002) ;
4. European Chemicals Agency-Biocides TM[79] ;
5. Autorité européenne de sécurité des aliments (AESA)[80] ;
6. Cosmetic Ingredient Database (CosIng)[81] ;
7. Substitute It Now (SIN) list[82] ;
8. Endocrine Disruptor Screening Program (EDSP, US EPA)[83] ;
9. The Endocrine Disruption Exchange (TEDX) listv[84] ;
10. Endocrine Active Substances Information System (EASIS, JRC)[85] ;
11. US EPA's Toxicity Forecaster (ToxCast, US EPA)[86] ;
12. UE : Endocrine Disruptor Lists : https://edlists.org/

## Méthodes d'analyse et de détection
Une des premières approches est d'utiliser différents organismes vivants comme biodétecteurs. Les doses auxquelles les hormones et certains perturbateurs endocriniens peuvent agir sont tellement faibles que leur analyse pose un défi. Certains systèmes de biodétection peuvent donner une réponse à des concentrations en stéroïdes de l’ordre 10 à 1 000 fois plus faible que les techniques permettant de doser les agents anabolisants (technique qui répond bien à des concentrations de l’ordre du nanogramme par millilitre). De plus, les faibles doses constituent souvent un mélange complexe et le biodétecteur révèle toutes ces substances.
Comme exemple de biodétecteurs on peut faire appel à des cellules humaines (MCF7) en culture ou d’autres espèces, les rats de laboratoire, des levures, les bactéries, le poisson zèbre. Chaque biodétecteur a ses particularités et ses problèmes éthiques. Par exemple, les cellules humaines MCF7 sont utilisées comme biodétecteur de composés œstrogènes depuis presque 20 ans. Ces cellules sont dérivées d’un cancer du sein et elles ont gardé plusieurs caractéristiques comme le fait d’être stimulées par la présence d’œstrogène. Les œstrogènes, ou les substances qui les imitent, fonctionnent en activant une protéine réceptrice de la cellule, qui régule tout un jeu de gènes, il suffit de compter les cellules au bout de quelques jours pour déterminer leur présence.
Un autre test in vitro utilisé est basé sur une souche de levure possédant un gène exprimant le récepteur humain aux œstrogènes, dit YES (yeast estrogen screen). Les levures ont la capacité, par une suite de réactions enzymatiques, de produire la β-galactosidase qui transforme la couleur jaune de départ du mélange en couleur rose qui absorbe à 540 nm en spectroscopie ultraviolet-visible.
Un autre test développé consiste à mettre en contact avec le produit ou le milieu à tester des petits organismes vertébrés translucides (dérivés de larves d'amphibiens ou de poissons), physiologiquement très proches de l'être humain, qui émettent une fluorescence grâce à des biomarqueurs lorsqu'une fonction biologique est activée(test issu du partenariat de Watchfrog avec Eurofins Environnement). Ces petits organismes évitent d'avoir recours à des organismes « vivants protégés » au sens de la nouvelle réglementation, et ne sont pas limitant, tant en termes de type que de concentrations de polluants. Mais permettent un test « in vivo » à faible coût, sur un modèle plus prédictif de la santé humaine que les modèles poissons ou invertébrés.
Les taux plasmatiques en vitellogénine peuvent être mesurés chez certains types de poissons (truites saumonées). La vitellogénine est une protéine vitelline synthétisée par le poisson femelle mature. Elle est également produite chez le poisson mâle exposé à un perturbateur endocrinien. Les poissons mâles exposés à ces œstrogènes produisent des protéines d'œufs, ont des gonades plus petites et, dans les cas plus graves, produisent des œufs. La réponse biologique du poisson mâle qui est le taux plasmatique en vitellogénine est nettement accrue sur les sites à forte activité œstrogène. Pour permettre l’analyse du plasma contenant la vitellogénine on utilise un test ELISA (enzyme linked immunosorbent assay). En plus de la vitellogénine, il a été démontré qu’il peut avoir bioaccumulation des perturbateurs dans le foie, la bile et le gras.
Les diverses analyses prennent le plus souvent place dans des rivières puisqu’elles sont l’endroit établi pour le rejet des eaux usées. Pour une rivière, le débit est fortement touché par les précipitations. La répartition des produits chimiques est tributaire des conditions météorologiques (UV et température) et de l’activité microbienne. Il est donc difficile de déterminer une concentration constante à laquelle les organismes vont faire face. Il est donc nécessaire d’obtenir un échantillonnage dans le temps. La première méthode pour pallier cette difficulté est l’utilisation de biocapteurs comme les poissons.
Plusieurs autres techniques d’extraction existent pour l’eau brute ou filtrée. L’eau peut être vectrice de perturbateurs endocriniens à double titre : les molécules qui sont les plus solubles ou les plus concentrées peuvent être entraînées sous forme dissoute. Pour ce qui est des molécules moins solubles ou répandues depuis un certain temps dans l’environnement, elles peuvent être associées à des particules de sol et des sédiments en suspension dans l’eau. L’estimation de la contamination de l’eau doit apparaître dans sa globalité. Finalement l’évaluation de la contamination de l’eau peut être envisagée sous l’angle de la concentration de l’eau en perturbateur endocrinien ou en termes d’exposition. Pour pallier la concentration, un préleveur automatique ou instantané (dit actif) peut être utilisé et pour déterminer l’exposition, aussi l’utilisation de capteurs passifs est possible.
L'extraction liquide-liquide au dichlorométhane est la plus largement utilisée, puisque cette méthode possède un bon rendement, un large spectre d’action et cette technique est aisée à mettre en œuvre. Elle utilise les caractéristiques physico-chimiques de la molécule de dichlorométhane qui sont : polaire, non miscible à l’eau et lipophile. Un autre technique fait intervenir des cartouches (SPE). Ces pièges fixent les molécules lorsque l’eau est passée au travers. Un mélange de solvants peut ainsi être employé pour éluer ces cartouches et recueillir les molécules recherchées. La solution obtenue est de plus faible volume et constitue une étape de préconcentration. L’extraction est donc sélective à des molécules spécifiques puisque tous les produits ne sont pas nécessairement retenus par la cartouche et élués par le solvant utilisé comme éluant. Ces capteurs sont souvent des instruments automatisés permettant la prise de données dans des intervalles de temps. Néanmoins, ce type d’appareil est sujet à des inconvénients majeurs comme l’utilisation de source d’énergie, le bris de pièce mécanique, le dérèglement dû aux conditions météorologiques.
Une autre méthode utilise une technique récente soit l’usage de capteur passif qui intègre la contamination dans le temps. L’exposition plutôt que le flux de contaminant est estimée. Les dispositifs se présentent sous la forme de poche SPMD (pour semi-permeable membrane device) ou de capteurs POCIS (pour polar organic componds integrative samplers). Dans ces capteurs il y a une résine d’une capacité d’absorption spécifique à l’hydrophobicité de polluants organiques. Les SPMD sont utilisés pour les composés hydrophobes (PCB, organochlorés) alors que les POCIS sont pour les composés plus hydrophiles comme les résidus pharmaceutiques. Les POCIS possédant une phase permettant la rétention de composés tels que les pesticides (Particules de Isolute ENV+ et Ambersorb1500 dispersées sur S-X3 BioBeads) ont démontré une meilleure sélectivité pour les xéno-œstrogènes.
Pour réaliser les tests quantitatifs la GC-MS ou la LC-MS/MS peut être utilisée. Une des méthodes utilisées par le gouvernement du Québec pour doser les perturbateurs endocriniens est la GC-MS. Les hormones et autres substances sont extraites avec l’aide de colonne Oasis HLB. L’extraction prend un volume de 1 litre et met 14 jours à être réalisée, la colonne préconcentre les analytes à un volume de 500 mg. Par la suite, le diéthyl éther est utilisé pour laver cette phase, et conditionné avec le méthanol. On lave encore avec un mélange d’eau/méthanol dans des proportions de 60:40 et une autre élution avec diéthyl éther/eau 90:10. Une purification sur gel de silice avec le même solvant d’élution est la prochaine étape. Finalement, avant l’analyse par GC/MS une déviation au BSTFA est réalisée. Les caractéristiques de la colonne ainsi que les divers paramètres expérimentaux peuvent être observés dans le lien externe correspondant.

## Moyens de lutte
La diminution de l'exposition est compliquée par le caractère « ubiquitaire » de l'exposition (elle se fait via l'eau, l'air, le sol, les aliments et médications, la pilule contraceptive, etc.). C'est pourquoi on recherche encore des biomarqueurs pertinents pour mieux mesurer l'exposition humaine et d'autres espèces.
La prévention des risques requiert une meilleure connaissance des propriétés toxicologiques des molécules et la restriction ou l'interdiction de certains perturbateurs. De nombreux programmes de recherche ont donc été mis en place, et la directive REACH devrait élargir le champ de la connaissance dans ce domaine, même si certains produits y échappent (dont les pesticides).
Divers États prennent des mesures contraignantes sectorielles ou pour certaines molécules. Par exemple, la commercialisation, la fabrication, l’importation et l’exportation des jouets et articles de puériculture contenant des phtalates ont été interdits en France en 1999. Le nonylphénol a été interdit en Allemagne en 2003. Quelques pesticides dont le chlordécone et l'atrazine (qui perturbait gravement le développement des grenouilles) ont été interdits, pour ne citer que les plus médiatisés. L'usage du DDT a été mondialement interdit en 1973, mais alors qu'on le trouve encore dans l'environnement et les graisses de nombreux organismes, des pressions existent pour réautoriser son usage dans les pays pauvres.
Les eaux usées posent un problème majeur de pollution diffuse. Les nombreux perturbateurs endocriniens (dont xéno-œstrogènes et médicaments) qu'elles contiennent ne sont pas traités (ou imparfaitement) par les stations d'épuration existantes (STEP). Certains composés sont dégradés, mais beaucoup ne le sont pas ou que partiellement ; une partie de ceux-ci est retrouvée en aval dans l'eau et les sédiments, toujours biologiquement actifs. Une autre partie est adsorbée sur des particules en suspension, qui sont souvent exportées avec les boues d'épuration dans les champs. Le type de traitement et le temps de séjour ont une importance. Un traitement additionnel des eaux usées (à l’ozone ou au charbon activé), permet une meilleure élimination des micropolluants, mais souvent avec des coûts supplémentaires. Le lagunage naturel allonge le temps de séjour dans le milieu traitant, et semble plus efficace ; mais un éventuel impact sur les oiseaux qui les fréquentent reste à mesurer, afin de vérifier qu'il ne s'agisse pas d'une situation de piège écologique.

### Stratégies

#### Dans le monde
De nombreux États ont des programmes nationaux dédiés à ce thème (Japon, États-Unis, Suisse, France.).
L'OMS (et depuis 1996 l'OCDE, travaillent cette question, avec la commission européenne), dont sur des méthodes d'essai et d'évaluation des perturbateurs endocriniens ; d'abord pour la santé humaine puis pour l'environnement. Diverses commissions internationales visant notamment la protection des océans (OSPAR, Helcom, etc.) s'intéressent aussi à ces questions car certains PE sont abondamment retrouvés en mer et dans les poissons et fruits de mer qui peuvent les bioconcentrer.
La recherche porte généralement sur les thèmes suivants :
- le criblage, c'est-à-dire les méthodes analytiques (chimiques, tests biologiques, biomarqueurs d'effets) pour déterminer le taux de ces polluants dans un milieu ;
- la mesure de la répartition et durée de vie dans l’environnement (eau, sol, air, sédiments, aliments, etc.) et/ou dans les organismes vivants (monitoring, biomonitoring, etc.) ;
- l’identification des dangers et l’évaluation des risques, la mesure du degré d'impact effectif (chez quelques espèces jugées représentatives ou faciles à étudier, chez l'Homme, pour un écosystèmes ou les services écosystémiques) ;
- la compréhension des mécanismes d’action (et d'éventuels effets épigénétiques), mais aussi de dégradation naturelle de ces molécules, par des études écocinétiques et toxicologique des perturbateurs endocriniens ;
- l'étude des voies métaboliques dans l’organisme et les étapes clef de la biodégradation.

Des études de population ou écoépidémiologiques ont mis en évidence des effets à long terme. Elles ont permis de développer des modèles animaux et de commencer à développer des modélisations des effets des perturbateurs endocriniens.
- États-Unis : par exemple, l’EPA (Agence de protection de l’environnement des États-Unis) s’est donné comme objectif de tester des milliers de substances chimiques différentes au cours des prochaines années pour en vérifier les effets endocriniens.
- Canada : des mesures d’alkylphénols polyéthoxylés entrant dans la composition de pesticides[Quoi ?] ont été prélevés dans plusieurs cours d’eau.
- Suisse : au début des années 2000, le Conseil fédéral a confié à la Division IV du Fonds national suisse de la recherche scientifique un programme de recherche (PNR 50 visant à développer des stratégies pour évaluer les risques et dangers de l’exposition du vivant aux perturbateurs endocriniens, pour 2001-2007 ; 17 projets subventionnés en 2001, et 7 autres en 2003) ayant abouti à des conclusions et recommandations pour les autorités et les industries, afin de limiter les effets négatifs de ces substances et des futurs composés développés[92].
- France : un premier « Programme national de recherche sur les perturbateurs endocriniens » (PNRPE ), annoncé en juin 2004 par le ministre de l'Environnement d'alors (Serge Lepeltier), a été lancé en 2005. Piloté par le ministre de l'environnement en lien avec l’ANR et l’AFSSET, il fait suite à une recommandations du Comité de la Prévention et de la Précaution (CPP) consécutive à une saisine sur les perturbateurs endocriniens (conclusions publiées en décembre 2003)[93]. De 2005 à 2018 le PNRPE a lancé quatre appels à projet de recherche, dont (mi-2008) ciblant des « questions orphelines » (ex : impacts sur fonction thyroïdienne ou le système immunitaire)[93]. Le 4e (2010-2013), inscrit dans la (SNDD) concerne la prévention des risques et autres atteintes sur la santé et l'environnement[93] et en 2016 un appel a projet de Recherche (aussi inclus dans Plan Écophyto II) a porté sur les produits phytopharmaceutiques perturbateurs endocriniens[94]. 39 projets scientifiques dont sept en 2005, quinze en 2008 et 9 en 2010 et 8 en 2013, pour un total de 5 M€ ont abouti à des dizaines de publications scientifiques. Une cohorte « PELAGIE de 3 500 couples mères-enfants a été créée en Bretagne (suivies depuis 2002)[95], intégrée dans le réseau européen de cohortes mères-enfants ; puis une cohorte Elfe a été créée en 2011 par l'Ined et l’Inserm, pour étudier « le développement physique, cognitif et social de 18 329 enfants, de leur naissance à l’âge de 20 ans. Les enfants ont 6 ans aujourd’hui et plusieurs enseignements peuvent d’ores et déjà être tirés, notamment sur l’exposition à certains polluants dès le plus jeune âge ». 
À la suite d'un rapport[96] publié en 2013, les ministères de la Santé et de l'écologie ont lancé (septembre 2013) une consultation publique[97] préalable à une « stratégie nationale sur les perturbateurs endocriniens » (PE), reprenant les propositions des groupes de travail établis après la Conférence environnementale de septembre 2012, rassemblant élus, chercheurs, ONG et entreprises. La stratégie vise d'une part à limiter l’exposition aux perturbateurs endocriniens et leurs conséquences sanitaires et environnementales, et d'autre part à renforcer la recherche[96]. Les études devraient porter sur la santé, la biodiversité, les alternatives, la bioremédiation et un laboratoire spécialisé pourrait être créé, pour faire un pont entre la recherche fondamentale et la recherche appliquée, et pour notamment proposer des tests d'évaluation plus pertinents aux industriels et chimistes[96]. Le rapport préconise aussi un volet formation / sensibilisation ; ainsi qu'un programme de surveillance des populations et des milieux : en 2014, l’INVS devrait publier les premiers résultats d'études sur l'imprégnation des mères et leurs nouveau-nés, et entamer une étude d'imprégnations de la population. Des campagnes d'analyses d'eau souterraine et de surface, ont été faites en 2011 et 2012 dont la synthèse sera publiée. Le rapport préconise d'expertiser cinq substances suspectées par an au moins, pour confirmer ou évaluer leurs effets « perturbateur »[96]. Des laboratoires privés pourraient (Contract Research Organisations) répondre aux besoins d'essais de caractérisation des dangers potentiels des substances, dès que ces derniers auront été validés[96].
En 2014 (février) un rapport parlementaire (rapport d'information de la Commission des affaires européennes de l'Assemblée nationale porte sur une « stratégie européenne à mettre en œuvre pour prévenir les risques sanitaires liés aux perturbateurs endocriniens » en abordant aussi notamment les enjeux de médecine du travail[22].
En 2019, une consultation publique sur un nouveau projet de plan national se conclut le 8 février. L'exécutif annonce un nouveau plan d'action PE[98] pour le printemps 2019, suite à présentation en janvier 2019 de la deuxième « stratégie nationale sur les perturbateurs endocriniens » (SNPE 2)[99] à l'occasion des Rencontres nationales Santé environnement à Bordeaux. l’Assemblée nationale a de son côté lancé une mission d'information sur les perturbateurs endocriniens (vingt députés des commissions du développement durable et des affaires sociales, présidés par Michel Vialay). La mission travaillera sur les impacts sanitaires et environnementaux des contenants en plastique utilisés dans les secteurs alimentaires, pharmaceutiques et cosmétiques, pour « aboutir à des propositions concrètes pour notre santé, ambitieuses pour notre biodiversité et pragmatiques pour nos entreprises", selon Laurianne Rossi (co-rapporteure de la mission avec Claire Pitollat). Elle travaillera de février à l'automne 2019 et consultera « un large panel d'acteurs institutionnels, scientifiques, industriels et associatifs » selon Mme Rossi[100].

D'après une étude de Santé publique France parue en 2019, les perturbateurs endocriniens sont « présents dans l’organisme de tous les Français » et « des niveaux d’imprégnation plus élevés sont retrouvés chez les enfants ».
Afin de sensibiliser et d'informer les futurs parents aux dangers des perturbateurs endocriniens pendant la grossesse et au cours des premiers mois de la vie, une campagne de sensibilisation nommée "Mère Nature Speaking !" a été lancée dans 15 maternités françaises.
- Belgique : En 2013, le Conseil Supérieur de la Santé a publié un avis « Perturbateurs endocriniens : effets à faible dose, relation dose-effet non monotone et périodes critiques de sensibilité » dans lequel le CSS :

1. Reconnaît l'existence d'effets à faible dose parce que, même si les données disponibles (études épidémiologiques, in vivo et in vitro) ne concordent pas toujours précisément, il n'y a aucun doute scientifique que certains polluants agissant sur le système endocrinien induisent des effets à faible dose d'exposition ;
2. Conclut que la relation dose-effet non-monotone mérite davantage d'attention tant au niveau de la recherche qu'au niveau de la réglementation. Par conséquent, la stratégie qui consiste à définir des doses « sûres » et « seuil » ne s'applique plus à l'ensemble des PEC ;
3. Conclut également qu'il y a des preuves solides établissant une sensibilité très élevée de l'organisme en développement aux expositions aux substances chimiques susceptibles d'altérer les actions hormonales normales lors d'étapes critiques du développement. Ces étapes englobent la gestation (vie embryonnaire et fœtale), l'allaitement, l'adolescence mais également la sénescence.

Sur ces bases scientifique, le Conseil recommande l'adoption en Belgique d'une politique de test applicable à l'ensemble des substances chimiques pour lesquelles il y a des indications qu'elles agissent comme des perturbateurs endocriniens, ainsi que des stratégies et des essais prenant en compte les constats de l’endocrinologie, même quand les préceptes toxicologiques traditionnels sont mis à l'épreuve. Le Conseil avait d'ailleurs déjà recommandé en novembre 2010, que dans le cadre de l'application du principe de précaution, il fallait limiter l’exposition des jeunes enfants au BPA à un niveau aussi faible que possible. Il recommandait donc de prendre des mesures permettant de limiter de manière importante la présence de BPA dans les matériaux destinés à entrer en contact avec les aliments destinés aux nourrissons de 0 à 3 ans, d’autant plus que ces matériaux ne sont pas les seules voies d’exposition au BPA (la voie cutanée par exemple en étant une autre). Un avis plus complet, en novembre 2012, a port sur des données d'exposition alimentaire (90 % - canettes, boîtes de conserve, emballages plastiques, biberons, etc.), non alimentaires (5 % - poussière des maisons, matériel dentaire, tickets de magasin en papier thermique, etc.) et autres (5 % - dispositifs médicaux, etc.). Cet avis mettait également en garde sur les méthodes de cuisson et de réchauffement des aliments directement dans les récipients en plastique ou contenant du BPA. Le monitoring de l'exposition de la population au BPA pouvait se faire via la mesure dans les urines, moyennant certaines précautions détaillées dans l'avis et une attention particulière pour certains groupes plus sensibles.

#### Union européenne
L'Union européenne a mis en place en 1999 une « Stratégie communautaire concernant les perturbateurs endocriniens » pour « aborder, d'urgence, le problème des perturbateurs endocriniens nocifs à la santé et à l'environnement »,,,. Cette stratégie prévoit trois types de mesures : à court, moyen et long terme.
À court terme, l'Union européenne veut faire évaluer une liste prioritaire de molécules (« liste prioritaire PE ») fortement suspectes d'effets hormonaux, en identifiant les manques de connaissances. L'UE veut utiliser les instruments législatifs existants, dont REACH (Règlement relatif à l'évaluation des risques) et la directive relative à la classification des substances dangereuses, pour établir des programmes de surveillance qui doivent estimer les doses et durées d'exposition aux substances perturbateurs endocriniens « prioritaires » et en étudier les effets. Il est aussi prévu d'identifier d'éventuels cas particuliers et les groupes vulnérables à certaines substances (par exemple enfants, etc.) si ces substances ne sont pas déjà réglementées, elles devront être inscrites sur la liste des perturbateurs endocriniens prioritaires.
Des réseaux d'échange, d'information et de consultation des acteurs (niveau international, Commission, États membres, industrie, etc.) sont également prévus. L'UE veut une « pleine information » de la population, notamment sur les activités entreprises, les mécanismes, la liste prioritaire PE. L'UE finance diverses études dès les années 2000, y compris interrégionales via les crédits Interreg.
En 2000, 553 substances artificielles et 9 hormones de synthèse ou naturelles ont été inscrites dans la « liste prioritaire ». Des actions prioritaires ont été listées pour évaluer le rôle de ces substances, et une conférence a été organisée par la Commission sur les perturbateurs endocriniens (18-20 juin 2001, en Suède). Un appel à propositions de recherche de mai 2001 a bénéficié d'un budget de 20 millions d'euros. Le Livre blanc sur la stratégie pour la future politique dans le domaine des substances chimiques inclut les perturbateurs endocriniens et la future directive sur la sécurité générale des produits devrait permettre de prendre plus facilement des « mesures d'urgence au niveau communautaire ». Une Stratégie communautaire sur le mercure qui est aussi un perturbateur endocrinien a également fait l'objet d'une communication,.
À moyen terme, l'Union européenne veut contribuer à identifier et évaluer les perturbateurs endocriniens, développer des produits de substitution et des tests capables d'identifier les PE, notamment via le cinquième programme-cadre de recherche et développement et les initiatives privées.
À long terme, l'Union européenne veut adapter/modifier la législation pour prendre en compte les PE, notamment via le Règlement (CEE) no 793/93 concernant l'évaluation des risques et la directive 67/548/CEE concernant la classification des substances dangereuses. Le bon état écologique prévu par la Directive cadre sur l'eau doit intégrer les aspects PE.
La Commission européenne a commandé en 2011 (au Pr Andreas Kortenkamp) un rapport sur l’état de la science concernant les perturbateurs endocriniens. Ce rapport a été publié en 2012). Il a été suivi d'un rapport sur les enjeux scientifiques-clé en 2013 et d'un avis scientifique de l'AESA sur l'évaluation des risques liés aux perturbateurs endocriniens (critères scientifiques d'identification, pertinence des méthodes de tests sanitaires et d'évaluation environnementale disponibles.
Des travaux d'évaluation se multiplient, s'appuyant notamment sur les publications internationales et le Committee on toxicity of chemicals in food, consumer products and the environment et l'ECETOC (European Centre for Ecotoxicology and Toxicology of Chemicals),, devant initialement aboutir à une modification de la réglementation avant 2013. Un 3e plan santé environnement (PNSE3 annoncé pour 2014) devait mieux intégrer ces dimensions que les précédents, en lien avec d'autres plans français tels que le plan santé et travail, le plan nutrition santé, plan cancer, plan obésité, plan national d'action contre la pollution des milieux aquatiques par les micropolluants, plan national sur les résidus médicamenteux dans les eaux, plan Écophyto 2018, plan national chlordécone, etc.).
Le 14 mars 2013, le Parlement européen a adopté (489 voix contre 102) une résolution proposée par la commission Envi (environnement, santé publique, sécurité alimentaire) « sur la protection de la santé publique contre les perturbateurs endocriniens », appelant notamment la Commission européenne à réduire l’exposition « à court et à long terme » aux PE,. La Commission devait, avant le 1er juin 2015, modifier la législation européenne pour réduire l’exposition humaine aux perturbateurs endocriniens, « en particulier pour les groupes les plus vulnérables, tels que les femmes enceintes, les bébés, les enfants et les adolescents ». En janvier 2013, le parlement avait déjà souhaité que les PE soient reconsidérés, comme ayant une toxicité sans seuil (alors que le Codex Alimentarius et l'Europe sont habitués à raisonner en doses journalières admissibles (DJA). Le parlement souhaite que le principe de précaution (tel que défini par l'Europe : « Toute exposition peut entraîner un risque, à moins que le producteur présente des preuves scientifiques de l’existence d’un seuil, en tenant compte d’une sensibilité accrue pendant des périodes critiques du développement, ainsi que des effets ») soit mobilisé à propos des PE.
Toutefois, à la suite d'un intense lobbying de l'industrie pétrochimique, la Commission européenne annonce en juin 2013 et avril 2015 qu'elle refuse de légiférer avant d'avoir les résultats d'une étude d'impact d'éventuelles interdictions de produits sur les finances des sociétés productrices,,.
Le 16 décembre 2015, la Commission européenne est condamnée par le Tribunal de l'Union européenne pour violation de ses obligations sur la question des perturbateurs endocriniens. La Commission avait jusqu'en 2013 pour publier une définition officielle des perturbateurs endocriniens, ce qu'elle n'a pas fait. Cela a été retenu par le Tribunal comme étant un retard illégal.

### Coût de l'exposition aux perturbateurs endocriniens
Le coût de l’exposition aux perturbateurs endocriniens se chiffre en milliards d'après un rapport rendu public le 18 juin 2014 par l'Alliance pour la santé et l'environnement (Health and Environment Alliance, HEAL).
Ce coût serait de 5 milliards d'euros pour le système de santé allemand, de 4 milliards d'euros par an pour le français et de 31 milliards d'euros au niveau européen.
Un rapport de 2015 pour le Journal of Clinical Endocrinology & Metabolism estime à plus de 150 milliards d'euros le coût sanitaire pour l'UE de l'exposition des populations à ces substances, dont environ 45 milliards pour la France. L'estimation haute se situe aux alentours de 270 milliards, soit 2 % du PIB européen. Cependant, de très nombreuses substances (95 %) n'ont pas encore été prises en compte, faute de données suffisantes ou pertinentes pour le moment.

### Filmographie
- Demain, tous crétins ?, Thierry de Lestrade et Sylvie Gilman, France, 2017, diffusé par Arte le 11 novembre 2017.